# Asociación Hispánica de Literatura Medieval
La Asociación Hispánica de Literatura Medieval (AHLM) es una entidad creada el 1987 con el fin de promover el estudio de la literatura medieval en la península ibérica y de difundir los trabajos realizados sobre la materia.

## Historia y objetivos
Fundada en Madrid el 1 de abril de 1987 por Carlos Alvar, Vicenç Beltrán, Pedro M. Cátedra y Ángel Gómez Moreno, la Asociación fue creada a raíz de un congreso celebrado en Santiago de Compostela en diciembre de 1985, en el que se puso de manifiesto la necesidad de dotar a los historiadores de la literatura medieval hispánica de un órgano que facilitara la comunicación entre los especialistas de la materia; el congreso de Santiago, editado posteriormente, será considerado el primero de la Asociación. Los estatutos iniciales fueron actualizados en 2017. La junta directiva está formada por un presidente, cuatro vicepresidentes, un número variable de vocales y dos coordinadores para las publicaciones (del boletín y las actas, y de la página web). En el año 2020, la AHLM contaba alrededor de 450 miembros ordinarios, a los que habría que añadir cerca de 50 miembros honoríficos.

## Boletín bibliográfico
Desde el mismo momento de su constitución, la AHLM publica un boletín bibliográfico (Boletín bibliográfico de la Asociación Hispánica de Literatura Medieval) a fin de informar de las novedades que van apareciendo en el ámbito de la especialidad, y de aquellas materias conexas que pudieran ser de utilidad (codicología, historiografía medieval, etc). Las referencias bibliográficas, acompañadas por una breve reseña, están organizadas por áreas lingüísticas (literaturas catalana, castellana, gallega y portuguesa). Hasta finales del 2020 ha publicado más de 30 000 referencias bibliográficas, lo que le ha convertido en una obra de referencia de gran utilidad para el medievalismo hispánico.[cita requerida]

## Congresos
La Asociación celebra congresos generales bianuales, con sedes cambiantes elegidas al final del congresos, y congresos temáticos en los años alternos a los bianuales. La Sección portuguesa ha celebrado asimismo una serie de congresos específicos sobre literatura portuguesa medieval.

## Presidentes
- 1987-1999 - Francisco Rico
- 1999-2003 - Miguel Ángel Pérez Priego
- 2003-2007 - Carlos Alvar
- 2007-2011 - Nicasio Salvador Miguel
- 2011-2015 - Juan Paredes
- 2015-2019 - Vicenç Beltran
- 2019- María Jesús Lacarrra